# Zungenragout
Zungenragout (franz. ragoût de langue) ist eine Fleischspeise aus Scheiben von gekochter, abgezogener Zunge und gedünsteten Champignons in Soße (z. B. Rotweinsauce). Dieses Ragout ist auch als warme Vorspeise geeignet, in Vol-au-vents oder in Kokotten angerichtet. In der Niedersächsischen Küche ist das Zungenragout in verschiedenen Varianten bekannt (z. B. Hannoversches Zungenragout mit Rinderzunge, Mettbällchen, Champignons und kleinen Würstchen).